# Scotophilus nigrita
Scotophilus nigrita е вид прилеп от семейство Гладконоси прилепи (Vespertilionidae). Видът не е застрашен от изчезване.

## Разпространение и местообитание
Разпространен е в Гана, Демократична република Конго, Зимбабве, Кения, Кот д'Ивоар, Малави, Мозамбик, Нигерия, Сенегал, Судан, Танзания, Того и Уганда.
Обитава гористи местности, савани, крайбрежия и плажове в райони с тропически и субтропичен климат, при средна месечна температура около 23,5 градуса.

## Описание
Теглото им е около 27,3 g.
Популацията на вида е намаляваща.